# Велимир Бајкић
Велимир Бајкић (Велико Градиште, 1875 — Буенос Ајрес, 1952) био је српски економиста.
Докторирао је економију у Минхену. Био је ђак професора Луја Брентана, тада познатог либералног економисте.
Предавао је на Правном факултету у Београду, био директор банке и трговачке академије, учествовао као стручњак на конференцији мира у Паризу, а у међуратном периоду био послован човек (доста је трговао јајима) и власник и главни коментатор часописа Народно благостање. Поштован је као најбољи и најутицајнији економски аналитичар у држави.
По завршетку II светског рата забрањен му је рад у новинарству. Радио је неко време у министарству финансија, а затим емигрирао у Аргентину.
Главна дела: Историја српске трговинске политике, (1902), Питање о шећеру са гледишта економске науке (1911), Сељачки кредит - факта, мисли, критика (1928).
У 2009. години објављени су Бајкићеви Изабрани списи, које је приредио Бошко Мијатовић.